# Kitchen Princess
Kitchen Princess (キッチンのお姫さま, Kitchen no Ohime-sama) és un shōjo manga escrit per Miyuki Kobayashi i dibuixat per Natsumi Ando. Fou guanyador del Kodansha Manga Award per millor manga infantil en l'any 2006.
Kitchen Princess és publicat per Kodansha al Japó i per Del Rey Manga en els Estats Units.
Com la protagonista de la història és xef, les receptes de qualsevol cosa que ella cuina estan incloses en la part de darrere dels volums dels mangues com un omake ("bonus" o "extres").

## Història
La història gira al voltant de Najika Kazami, una òrfena i una excel·lent xef d'Hokkaidō, i la seua arribada a l'Acadèmia Seika. Najika desitja ser una gran xef com els seus difunts pares, però la veritable raó per la qual entra a l'acadèmia és per a trobar al seu "Príncep Flam", un xic que li salva de caure ofegada a un riu i li regala una tassa de flam i una cullera platejada amb l'emblema de l'Acadèmia Seika gravat en ella. Ella li promet que algun dia li prepararà el millor plat del planeta. No obstant això, Najika assoleix entrar en la Classe A de l'acadèmia, on haurà de suportar els constants insults d'Akane Kishida i el seu grup d'amigues. Però les coses empitjoren quan Najika sospita que un dels seus amics. Sora i Daichi Kitazawa, els germans més populars de l'acadèmia, pot ser el seu "Príncep Flam".

## Personatges

### Personatges Principals
Najika Kazami (風見 七虹香, Kazami Najika)
Najika és la protagonista de la història. Ella és una òrfena que vivia en Hokkaidō abans de perdre als seus pares en un accident quan esta era molt menuda. Durant la seua vida en l'orfenat, un misteriós xic li regala un plat de flam i una cullera platejada. A l'anar-se aquest, Najika ho anomena el seu "Príncep Flam" i es proposa tornar a trobar-lo. Al passar al setè grau es dirigeix a una nova escola, l'Acadèmia Seika, on coneix a Sora i Daichi Kitazawa, els fills del director de l'acadèmia, amb qui fa amistat. Najika entaula bones relacions amb la majoria dels xics del seu grau, raó per la qual és humiliada per Akane Kishida. A pesar d'açò, en el segon volum Najika tracta freqüentment entaular amistat amb Akane però aquesta s'oposa. Cert dia Akane li proposa a Najika córrer carrer baix cap al restaurant Fujita's, que es convertix en la segona llar de Najika, però en realitat Akane li havia tendit un parany per a ensenyar-li les seues habilitats a Sora i a Daichi sense que Najika arruïnara els seus plans.
Sora Kitazawa (北沢 空, Kitazawa Sora)
Un talentós pianista i el germà major de Daichi Kitazawa. És el president del consell estudiantil i director substitut de l'acadèmia. És freqüentment assetjat per les xiques de l'escola. Des del moment que Najika comença a treballar en el Restaurant Fujita's ell comença a desenrotllar un profund sentiment cap a esta. Ha donat al llarg de la sèrie proves indirectes de que ha conegut a Najika en algun moment, li diu que ell era el "príncep flam" però mor atropellat per un camió i abans de morir li diu que ell no era el seu "príncep flam"
Daichi Kitazawa (北沢 大地, Kitazawa Daichi)
El germà menor de Sora Kitazawa que posseeix una gran passió pel bàsquet. Té una atracció secreta cap a Najika però sempre tracta d'ocultar-lo. Akane està enamorada d'ell.
Akane Kishida (岸田 茜, Kishida Akane)
Una xica que desitja convertir-se en supermodel igual que la seua mare. Per a complir el seu somni, ella usa dietes extremes pel que algunes vegades ens fa pensar que pateix d'anorèxia. Ella freqüentment es refusa a menjar qualsevol cosa que Najika li oferisca. Al final de la història Akane demostra ser una xica digna de témer i de bons sentiments, pel que acaba sent la millor amiga de Najika.

### Personatges Secundaris
Hagio (萩尾先生, Hagio-sensei)
És una de les encarregades de l'orfenat. Ella li brinda suport a tots els xiquets de l'orfenat i li regala una foto dels pares de Najika a aquesta. És una molt bona cuinera.
Fujita (フジタ)
Fujita és l'amo del Restaurant Fujita's. És un home molt mandrós, i sempre li deixa tot el treball a Najika.